# Lois Hamilton
Lois Hamilton, nata Lois Irene Yanessa (Filadelfia, 14 ottobre 1943 – Rio de Janeiro, 23 dicembre 1999), è stata una modella e attrice statunitense.

## Biografia
Nata a Filadelfia (Pennsylvania), si è formata nella città natale e poi in Italia, a Firenze, studiando psicologia e belle arti.
Negli anni '70 ha posato come modella per numerose riviste come Cosmopolitan, Fortune, Mademoiselle, Vogue Italia, Paris Match, Hello!, Redbook, Ladies' Home Journal, Glamour, Time e molte altre. Tra le sue campagne di moda vi sono state quelle per Chanel, Clairol, Halston, Pucci ed Hermès. 
Trasferitasi a Hollywood, ha lavorato come attrice spesso accreditata come Lois Aurino o Lois Areno. Appare tra l'altro nei film Il cavaliere elettrico (1979), La corsa più pazza d'America (1981), Stripes - Un plotone di svitati (1981), Vacanze in Florida (1985) e Risposta armata (1986).
Recita anche in diverse produzioni televisive come nelle serie Tre cuori in affitto (1978-1981), Starsky & Hutch (1978), I Roper (1979-1980), nel game-show Card Sharks (1979-1981) e nei film L'ora della speranza (1982), Starflight One (1983) e Invito all'inferno (1984).
Era anche una pilota privata autorizzata e anche pilota acrobatica, nonché scultrice, pittrice e scrittrice.
Il 23 dicembre 1999 si è suicidata in un albergo di Rio de Janeiro (Brasile) tramite la consumazione di un'overdose fatale di sonniferi. Aveva 56 anni.